# Penascais
Penascais é uma povoação portuguesa do Município de Vila Verde que foi sede da Freguesia de Penascais, freguesia que tinha 1,91 km² de área e 255 habitantes (2011), e, por isso, uma densidade populacional de 133,5 hab/km².
A Freguesia de Penascais foi extinta (agregada) em 2013, no âmbito de uma reforma administrativa nacional, para, em conjunto com as freguesias de Atães, Covas, Valões e Codeceda, formar uma nova freguesia denominada União das Freguesias do Vade.

## População
| População da freguesia de Penascais | População da freguesia de Penascais | População da freguesia de Penascais | População da freguesia de Penascais | População da freguesia de Penascais | População da freguesia de Penascais | População da freguesia de Penascais | População da freguesia de Penascais | População da freguesia de Penascais | População da freguesia de Penascais | População da freguesia de Penascais | População da freguesia de Penascais | População da freguesia de Penascais | População da freguesia de Penascais | População da freguesia de Penascais |
| ----------------------------------- | ----------------------------------- | ----------------------------------- | ----------------------------------- | ----------------------------------- | ----------------------------------- | ----------------------------------- | ----------------------------------- | ----------------------------------- | ----------------------------------- | ----------------------------------- | ----------------------------------- | ----------------------------------- | ----------------------------------- | ----------------------------------- |
| 1864                                | 1878                                | 1890                                | 1900                                | 1911                                | 1920                                | 1930                                | 1940                                | 1950                                | 1960                                | 1970                                | 1981                                | 1991                                | 2001                                | 2011                                |
| 268                                 | 259                                 | 260                                 | 283                                 | 262                                 | 269                                 | 276                                 | 342                                 | 328                                 | 281                                 | 260                                 | 323                                 | 231                                 | 281                                 | 255                                 |

## História
Pertencia ao concelho de Aboim da Nóbrega até à sua extinção em 31 de dezembro de 1853, passando então para o concelho de Pico de Regalados. Em 24 de outubro de 1855 passa para o concelho de Vila Verde.

## Lugares
- Coto
- Cruz
- Igreja
- Fonte de Aires
- Gaios
- Gravital
- Outeiro
- Portela
- Porcil
- Real
- Vila